# Södra Greda löväng
Södra Greda löväng är ett naturreservat i Borgholms kommun i Kalmar län.
Området är naturskyddat sedan 1962 och är 3 hektar stort. Reservatet är en slåtteräng som fortfarande hävdas. På ängen finns  träd och buskar, främst ek, ask och hassel.